# Дзё (оружие)

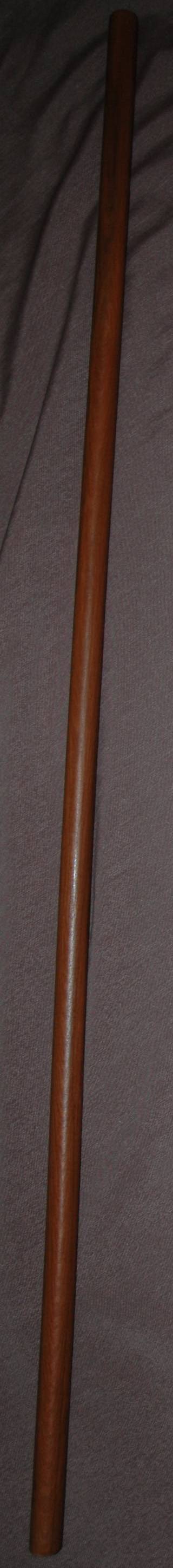
Дзё из красного дерева

Дзё (яп. 杖 дзё:) — лёгкий, гладкий деревянный шест, длина (наиболее часто 128 см) зависит от вида боевого искусства, толщина (24-30 мм) — от школы и личных предпочтений. Используется в качестве оружия во многих японских боевых искусствах, также есть отдельное искусство владения дзё — дзёдзюцу (яп. 杖術 дзё:дзюцу, «искусство шеста»)
Дзё наносятся прямые тычковые удары (яп. 突き цуки), рубящие удары сверху вниз (яп. 袈裟斬り кэсагири), косые удары по корпусу и ногам противника (рубящие) (яп. 討ち ути), а также выполняются блокировки от ударов руками и другим оружием.
Правильно нанесенный дзё удар может привести к смерти.